# Virrei Amat (metropolitana di Barcellona)
Virrei Amat è una stazione della linea 5 della Metropolitana di Barcellona.
La stazione venne inaugurata nel 1959 e si trova sotto Plaça Virrei Amat e tra Carrer Felip II e Carrer Varsovia.